# Зміїна яма
«Зміїна яма» (англ. The Snake Pit) — кінофільм режисера Анатоля Литвака, який вийшов на екрани в 1948 році. Екранізація однойменного роману Мері Джейн Ворд.

## Сюжет
Молода жінка, на ім'я Вірджинія Каннінгем опиняється в психіатричній лікарні й не пам'ятає, як вона тут опинилася. Не пам'ятає вона і власного чоловіка Роберта, який ось уже кілька місяців справно відвідує її. Що привело перспективну письменницю і люблячу дружину до цього сумного місця, заповнене дивними жінками? Лікар Кік твердо налаштований знайти відповідь на це питання, а поки вмовляє містера Каннінгема розповісти про поведінку його дружини з моменту їхнього знайомства…

## У ролях
- Олівія де Гевілленд — Вірджинія Стюарт Каннінгем
- Марк Стівенс — Роберт Каннінгем
- Лео Генн — лікар Марк Кік
- Селеста Голм — Грейс
- Гленн Ленган — лікар Террі
- Хелен Крейг — сестра Девіс
- Лейф Еріксон — Гордон
- Б'юлі Бонді — місис Грір
- Наталі Шафер — місис Стюарт
- Рут Доннеллі — Рут
- Селія Ловський — Гертруда
- Бетсі Блер — Хестер
- Тамара Шейн — ув'язнена камери № 33
- Мінна Гомбелл — міс Гарт
- Джен Клейтон — співачка
- Рут Кліффорд — медсестра (в титрах не вказано)
- Кетрін Локк — Маргарет

Науковим консультантом картини виступив завідувач департаменту психіатрії нью-йоркській лікарні «Маунт-Синай» Мозес Ральф Кауфман.

## Нагороди та номінації
- 1948 — премія Національної ради кінокритиків США за найкращу жіночу роль (Олівія де Гевілленд).
- 1949 — премія «Оскар» за найкращий запис звуку (Томас Мултон), а також 5 номінацій: найкращий фільм, режисер (Анатоль Литвак), жіноча роль (Олівія де Хевілленд), сценарій (Френк Партос, Міллен Бренд), музика (Альфред Ньюман).
- 1949 — міжнародний приз Венеційського кінофестивалю.
- 1949 — премія Гільдії сценаристів США за найкращу американську драму (Френк Партос, Міллен Бренд), а також премія імені Роберта Мельцера за сценарій, в якому найбільш талановито представлені проблеми американського життя.
- 1949 — номінація на премію Гільдії режисерів США за найкращу режисуру художнього фільму (Анатоль Литвак).
- 1950 — премія «Боділ» за найкращий американський фільм (Анатоль Литвак).
- 1950 — премія «Срібна стрічка» Італійського національного синдикату кіножурналістів у категорії «Найкраща іноземна актриса» (Олівія де Гевілленд).